# Erwin Sack
Erwin Sack (* 23. März 1935 in Karlsruhe; † 21. März 1999) war ein deutscher Politiker (SPD).
Sack war von Beruf Architekt, ab 1969 selbständig.
1957 wurde Sack Mitglied der SPD. Ab 1966 saß er im Stadtrat von Karlsruhe. 1973 wurde er Mitglied des Landtages von Baden-Württemberg. Er rückte für den verstorbenen Hermann Veit nach. Bei der Landtagswahl 1976 und 1980 gewann er das Zweitmandat im Landtagswahlkreis Karlsruhe II. Zur Landtagswahl 1984 trat er nicht mehr an. 1981 wurde Sack zum Baubürgermeister von Karlsruhe ernannt, von 1991 bis 1995 war er als Nachfolger Kurt Gaulys Erster Bürgermeister. Nachfolger Sacks als Erster Bürgermeister wurde Elmar Kolb.
Er wurde 1984 mit dem Bundesverdienstkreuz 1. Klasse und 1995 mit der Ehrenmedaille der Stadt Karlsruhe geehrt.